# Earl Palmer
Earl C. Palmer (New Orleans, 25 oktober 1924 - Los Angeles, 19 september 2008) was een Amerikaanse rhythm and blues- en rock-'n-roll-drummer. Als sessiemuzikant speelde hij mee op klassieke hits van artiesten als Fats Domino, Little Richard, Dave Bartholomew, Smiley Lewis en vele andere groten uit de Amerikaanse populaire muziek.
Palmer was de zoon van een vaudeville-artieste; op z'n vierde jaar begon hij al met tapdansen en niet lang daarna nadien met slagwerk. Tijdens de Tweede Wereldoorlog was hij in het Amerikaanse leger; na de oorlog ging hij spelen in de begeleidingsband van Dave Bartholomew. In 1949 was hij de drummer op de eerste hit van Fats Domino, The Fat Man en van 1950 tot 1957 speelde hij in de J&M-studio's van New Orleans op talloze beroemde rock-'n-roll-opnamen, waaronder die van Fats Domino, Little Richard (onder meer Tutti Frutti), Lloyd Price (Lawdy Miss Clawdy) en Smiley Lewis (I Hear You Knockin' ).
In 1957 ging hij naar Los Angeles, waar hij een baan kreeg bij het platenlabel Aladdin Records van Eddie Mesner. In Los Angeles was hij gedurende tientallen jaren een gegeerd studiodrummer. Hij is onder meer te horen op de Phil Spector-producties You've Lost That Lovin' Feelin'  van The Righteous Brothers en River Deep - Mountain High van Ike & Tina Turner en op opnamen van Frank Sinatra, Ray Charles, Sam Cooke, B. B. King, Eddie Cochran, Johnny Otis, Duane Eddy, Ritchie Valens, Neil Young, Elvis Costello, Bonnie Raitt, Randy Newman, The Monkees, Professor Longhair, Taj Mahal, Van Dyke Parks en Roy Brown. Hij drumde ook op vele film- en televisiemuziek.
Palmer heeft enkele opnamen onder zijn eigen naam uitgebracht, onder meer het instrumentale nummer Johnny's House Party op Aladdin en een paar albums op Liberty Records in het begin van de jaren 1960. Voor de rest bleef hij als studiomuzikant op de achtergrond. In 2000 werd hij opgenomen in de Rock and Roll Hall of Fame in de categorie 'sidemen'.
Earl Palmer overleed in 2008 op 83-jarige leeftijd na een slepende ziekte in zijn huis in Los Angeles.
Op de in 2019 door het tijdschrift Rolling Stone gepubliceerde ranglijst van 100 beste drummers in de geschiedenis van de popmuziek kreeg Earl Palmer de 25e plaats toegekend.
- Bibsys: 7030963
- Biblioteca Nacional de España: XX5408982
- Bibliothèque nationale de France: cb139219995 (data)
- CiNii: DA05572260
- Gemeinsame Normdatei: 121487660
- International Standard Name Identifier: 0000 0000 5513 5624
- Library of Congress Control Number: n84040525
- MusicBrainz: a4c717c6-fda3-4707-aa82-34345c85ae94
- National Archives and Records Administration: 10568123
- Réseau des bibliothèques de Suisse occidentale: 02-A006425912
- SNAC: w6kt05w3
- Virtual International Authority File: 19867618
- WorldCat: E39PBJmDgpR4WvYH8hvmK7TmBP